# 名探偵ボギー
名探偵ボギー（Detective Bogey）は、1994年から1996年にかけて制作されたスペインのテレビアニメ。日本ではキッズステーションで放送された。

## キャスト
ボギー
声 - ?
勇敢でタフな名探偵のミミズだが、運が悪い。
キッド
声 - ?
ボギーが一目惚れしている女の子、同じく名探偵。
ファンキー
声 - ?
ボギーの友達のてんとう虫で、ペテン師。
モスカ
声 -
警察署長。
ドクター・シニスター
ボギーの敵。

## エピソード
1. Bogey Contra Bogey
2. El Hotel del Terror
3. El Ladron de Caciones
4. El Misterio del la Piramide
5. La boda de Bogey
6. La Isla de la Juventud Eterna
7. La Mansion del Terror II
8. Terrror en el Metro
9. Un Tesoro en la Cloaca
10. Una Noche de Miedo I
11. Una Noche de Miedo II

## スタッフ
- 原作 - ジョセップ・ヴィシアナ
- プロデューサー - クリティーナ・ブランドナー
- 脚本 - ジョセップ・ヴィシアナ
- 音楽 - フランク・ミーゼン、クリストファー・ノートン
- 編集 - トニー・ハーナンデス、アンナ・オリオル、ジョルディ・セールズ
- 監督 - ジョセップ・ヴィシアナ
- 制作 - ネプチューノ・フィルム